# Pimpinella ledermannii
Espèce
Synonymes
- Pimpinella tessmannii H. Wolff[1]

Pimpinella ledermannii H. Wolff est une espèce de plantes à fleurs de la famille des Apiaceae et du genre Pimpinella. C'est une plante herbacée présente en Afrique tropicale.

## Étymologie
Son épithète spécifique rend hommage au botaniste suisse Carl Ludwig Ledermann , qui collecta le premier spécimen sur les monts Bamboutos (Cameroun) en décembre 1907.

## Liste des sous-espèces
Selon Catalogue of Life (19 janvier 2018) :
- sous-espèce Pimpinella ledermannii subsp. engleriana
- sous-espèce Pimpinella ledermannii subsp. ledermannii

Selon The Plant List (19 janvier 2018) :
- sous-espèce Pimpinella ledermannii subsp. engleriana (H. Wolff) C.C. Towns.

Selon Tropicos (19 janvier 2018) :
- sous-espèce Pimpinella ledermannii subsp. engleriana (H. Wolff) C.C. Towns.

## Distribution
La sous-espèce Pimpinella ledermannii subsp. ledermannii est présente principalement au Cameroun, dans la Région de l'Adamaoua et celle de l'Ouest (monts Bamboutos).
La sous-espèce Pimpinella ledermannii subsp. engleriana est présente en Tanzanie.